# NGC 652
NGC 652 (również PGC 6208 lub UGC 1184) – galaktyka spiralna (S?), znajdująca się w gwiazdozbiorze Ryb. Odkrył ją Lewis A. Swift 22 października 1886 roku.